# Charles Gordon-Lennox (8e duc de Richmond)
Charles Henry Gordon-Lennox (30 décembre 1870 - 7 mai 1935) est un pair britannique et un homme politique.

## Biographie
Lord Settrington est le fils de Charles Gordon-Lennox (7e duc de Richmond) (à l'époque connu sous le nom de comte de mars, comme son père, le 6e duc est toujours en vie) et de sa première épouse, Amy Mary Ricardo (1849–1879), fille de Percy Ricardo, de Bramley Park et Mathilde Hensley. Il est appelé comte de Mars lorsque son père hérite du duché à la mort de son père en 1928, détenant le titre pendant seulement sept ans.
Il est promu capitaine alors qu'il est au service du 3e bataillon (de la milice), Royal Sussex Regiment. En décembre 1899, il est détaché en tant qu'officier d'état-major et nommé aide de camp de Frederick Roberts, commandant en chef des forces en Afrique du Sud au début de la seconde guerre des Boers. Il est nommé lieutenant-colonel aux commandes du Sussex Yeomanry le 8 juillet 1914, juste avant le déclenchement de la Première Guerre mondiale,.

## Famille

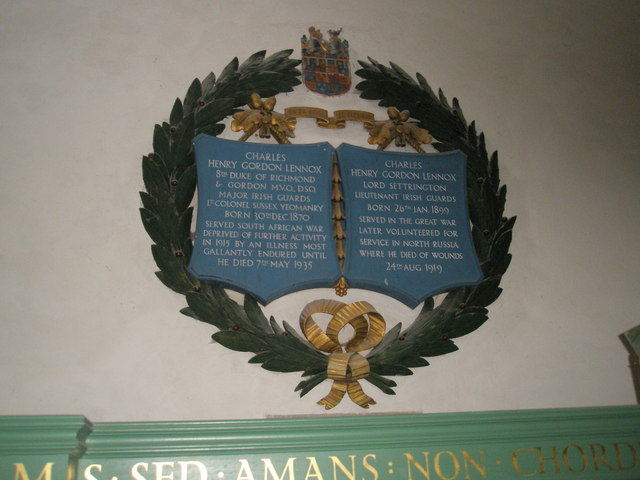
Mémorial du duc et de son deuxième fils à l'église du prieuré de Boxgrove

Il épouse Hilda Madeline Brassey (1872 - 29 décembre 1971) le 8 juin 1893; ils ont cinq enfants:
- Amy Gwendolin Gordon-Lennox (5 mai 1894 - 27 avril 1975); marié, à Sir James Stuart Coats, 3e baronnet
- Charles Henry Gordon-Lennox (15 août 1895 - 5 septembre 1895)
- Doris Hilda Gordon-Lennox (6 septembre 1896 - 5 février 1980); épouse le commandant Clare George Vyner. Elle est une amie proche de la reine Elizabeth la reine mère.
- Charles Henry Gordon-Lennox, Lord Settrington (26 janvier 1899 - 24 août 1919 des blessures de guerre)
- Frederick Gordon-Lennox (9e duc de Richmond), 9e duc de Lennox, 4e duc de Gordon (5 février 1904-2 novembre 1989)